# Breg ob Savi
Breg ob Savi – wieś w Słowenii, w gminie miejskiej Kranj. W 2018 roku liczyła 536 mieszkańców. 